# Cheriton
Cheriton è un sobborgo settentrionale di Folkestone nel Kent che ospita il terminale britannico del Tunnel della Manica.
Il nome Cheriton significa "Church Farm" ossia chiesa di campagna.

## Storia
Sorge sulla pianura costiera dove le colline del North Downs incontrano lo Stretto di Dover; di importanza strategica fin dai tempi antichi, in epoca romana era nota come Portus Lemanis ed era un importante porto romano.
Presso la collina dove sorge il Castello Lympne vi era precedentemente una fortezza più antica.
I Normanni costruirono il Castello di Folkestone su una collina presso Cheriton.
Interessante risulta anche la chiesa di San Martino, che risale al periodo sassone.

## Economia
L'economia di Cheriton si basa prevalentemente sulla caserma militare locale (Shorncliffe Army Camp) e sul Tunnel della Manica.